# Escola Técnica de Criação
A Escola Técnica de Criação (ETC) foi um projeto de formalização da educação superior para o desenho industrial iniciado em 1956, inspirado na Escola Superior da Forma de Ulm na Alemanha, desenvolvido pelo Museu de Arte Moderna do Rio de Janeiro (MAM-RJ), inicialmente planejado para ser instalada no Bloco Escola. A ideia era parte de um objetivo de institucionalizar o desenho industrial no Brasil nas décadas de 1950 e 1960. O projeto, no entanto, se mostrou inviável financeiramente e foi cancelado. A estrutura proposta e o programa pedagógico desenvolvidos para a Escola Técnica de Criação, serviram de base para a fundação da Escola Superior de Desenho Industrial, também na cidade do Rio de Janeiro, em 1963.